# Piercebridge
Piercebridge is een civil parish in het bestuurlijke gebied Darlington, in het Engelse graafschap Durham met 113 inwoners.